# N. T. R. Arts
N.T.R. Arts és una productora de cinema indi amb base a Banjara Hills, Hyderabad fundada per l'actor Nandamuri Kalyan Ram utilitzant el nom del seu iaio, Nandamuri Taraka Rama Rao.
Nandamuri Kalyan Ram va utilitzar el nom del seu iaio, l'influent director de cinema i Governador de Andhra Pradesh Nandamuri Taraka Rama Rao per a batejar la productora. N. T. R. Arts ha servit per a impulsar a apreciats directors de cinema com Surender Reddy i Anil Raavipudi en Tollywood.